# Triumfetta calycina
Triumfetta calycina är en malvaväxtart som beskrevs av Porphir Kiril Nicolai Stepanowitsch Turczaninow. Triumfetta calycina ingår i släktet triumfettor, och familjen malvaväxter. Inga underarter finns listade i Catalogue of Life.